# Out of Death
Out of Death is een Amerikaanse misdaadthriller uit 2021. De film werd geregisseerd door Mike Burns. De hoofdrollen worden vertolkt door Jaime King en Bruce Willis.

## Verhaal
De gepensioneerde agent Jack Harris (Bruce Willis) leeft als een kluizenaar in de wildernis. Hij stuit op Shannon (Jaime King) die op de vlucht is voor corrupte agenten. Hij besluit haar te helpen en moet daarbij zowel de wildernis als de corrupte agenten overleven.

## Ontvangst
De film werd overwegend negatief ontvangen. Rotten Tomatoes kent de film een score van 0% toe op basis van tien recensies.